# Parlamentsledamot

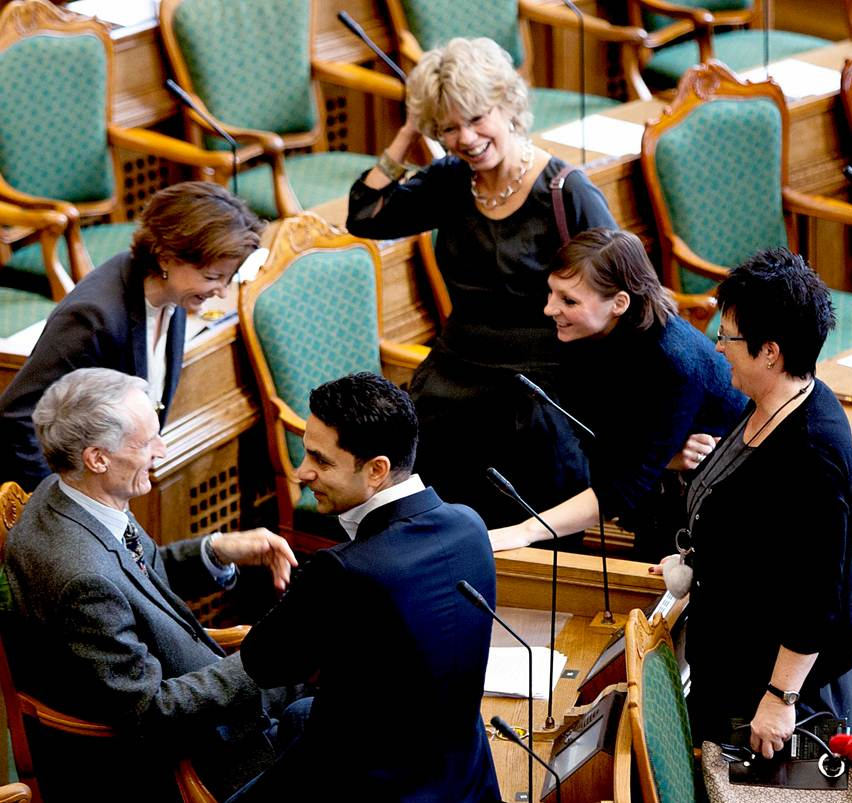
Folketingsmedlemmer är ledamöter av Folketinget.

En parlamentsledamot eller parlamentariker är en medlem av en lagstiftande församling – ett parlament. Beroende av namnet på landets parlament kan ledamöterna ha olika beteckningar. I de flesta länder används en beteckning motsvarande ”ledamot av” och namnet på landets parlament på det lokala språket.

## Beteckningar i olika länder

### Norden
- Danmark: En ledamot av folketinget kallas folketingsmedlem (på danska förkortas det MF för Medlem af Folketinget)
- Finland: En ledamot av riksdagen kallas riksdagsledamot.
- Färöarna: En ledamot av lagtinget kallas tingmaður eller tingkvinna.
- Grönland: En ledamot av landstinget kallas landstingsmedlem.
- Norge: En ledamot av stortinget kallas stortingsrepresentant.
- Sverige: En ledamot av riksdagen kallas riksdagsledamot.
- Island: En ledamot av alltinget kallas alþingsmaður.

### Övriga Europa
- Storbritannien: En ledamot av underhuset kallas Member of the Parliament, förkortat MP, medan en ledamot av överhuset kallas Lord för en man och Lady eller Baroness för en kvinna.
- Tyskland: En ledamot av förbundsdagen kallas Abgeordnete(r) eller Mitglied des Deutschen Bundestages (ledamot av den tyska förbundsdagen).
- Frankrike: En ledamot av nationalförsamlingen kallas Député, medan en ledamot av senaten kallas sénateur.
- Italien: En ledamot av parlamentet kallas parlamentare. Parlamentet indelas i deputeradekammaren och senaten, där ledamöterna betecknas deputati respektive senatori.
- Irland: En ledamot av Dáil Éireann (iriska församlingen eller underhuset) kallas Teachta Dála eller representant av församlingen, förkortat TD, medan en ledamot av Seanad Éireann (iriska senaten) kallas Senator.

### Övriga världen
- USA: En ledamot av kongressen kallas member of (the) Congress. Kongressen är uppdelad i senaten, där ledamöterna kallas senators, och representanthuset, där ledamöterna kallas representatives.